# Đại học Illinois ở Chicago
Đại học Illinois ở Chicago (UIC) là một trường đại học nghiên cứu công lập ở Chicago, Illinois. Khuôn viên của trường nằm ở Near West Side, tiếp giáp với Chicago Loop. Là cơ sở thứ hai được thành lập trong hệ thống Đại học Illinois, UIC cũng là trường đại học lớn nhất ở khu vực Chicago với hơn 33,000 sinh viên theo học trong 16 trường cao đẳng. UIC được xếp vào nhóm "R1: Các trường Đại học Tiến sĩ - Hoạt động nghiên cứu chuyên sâu" (tiếng Anh: R1: Doctoral Universities – Very high research activity).